# Tako (Automarke)
Tako war eine brasilianische Automarke.

## Markengeschichte
Ein Unternehmen aus Curitiba begann in der zweiten Hälfte der 1980er Jahre mit der Produktion von Automobilen. Der Markenname lautete Tako, nach seinem Konstrukteur Tadeu Kowalski. Bis 1990 entstanden etwa 20 Fahrzeuge. Dann wurde das Projekt an ein anderes Unternehmen abgegeben, überarbeitet und noch für kurze Zeit angeboten.

## Fahrzeuge
Bei den Fahrzeugen handelte es sich um sportliche VW-Buggies. Für die erste Ausführung von 1986 ist kein spezieller Modellname überliefert. Die offene Karosserie bestand aus Fiberglas. Die B-Säulen waren nach hinten geneigt und durch einen Überrollbügel miteinander verbunden. Die Windschutzscheibe war ebenfalls nach hinten geneigt. An der Fahrzeugfront waren eckige Scheinwerfer. Ein luftgekühlter Vierzylinder-Boxermotor im Heck trieb die Hinterräder an.
Die überarbeitete Version Safari hatte einen kürzeren Radstand. Die B-Säulen waren im unteren Bereich breiter und verjüngten sich nach oben. Scheinwerfer und Rückleuchten waren ebenfalls verändert. Ungewöhnlich waren die Trittbretter.